# GureGipuzkoa
GureGipuzkoa es un sitio web gratuito de compartición de imágenes creado por el Departamento de Cultura y Euskera de la Diputación Foral de Guipúzcoa. Por medio del mismo se tiene acceso a los contenidos fotográficos que durante años ha digitalizado y catalogado el Departamento de Cultura y Euskera, y a su vez se da la posibilidad a los usuarios particulares para que ellos también puedan utilizar GureGipuzkoa para mostrar sus propios contenidos fotográficos siempre y cuando tengan relación con alguna temática cultural, religiosa, deportiva, social de la provincia de Guipúzcoa.

## ¿Qué ofrece GureGipuzkoa?
Por un lado da visibilidad a los fondos de catálogo fotográficos y de imágenes conservados/gestionados por el Departamento de Cultura y Euskara. Por otra parte, pone dicha herramienta a disposición de los ciudadanos para que a su vez, por medio de las licencias Creative Commons, puedan alojar sus propias fotografías que tengan como temática principal Guipúzcoa en un entorno libre y abierto.
En el caso de álbumes fotográficos gestionados por organismos públicos, da a sus colecciones un trato preferente. En los inicios de GureGipuzkoa, gracias al trabajo de los técnicos y personal de los Archivos dependientes de la Diputación, se pudieron hacer visibles y accesibles las colecciones Indalecio Ojanguren y Sigfrido Koch. 
Según se fue avanzando en las labores de digitalización y catalogación, se añadió la Colección Juan San Martín y están en ciernes de poder mostrar la Colección Jesús Elosegi, gracias a un convenio de colaboración rubricado con la Sociedad de Ciencias Aranzadi. También se han puesto en marcha las labores encaminadas a mostrar el contenido de la Fototeca de Kutxa, 1.300.000 imágenes, en GureGipuzkoa.

## Acceso a los contenidos.
El Departamento de Cultura y Euskera ha empezado a implementar las herramientas necesarias que faciliten el acceso a los contenidos fotográficos que ha empezado a compartir a través de GureGipuzkoa. 
Se diferencian dos tipos de accesibilidad.

### Accesibilidad técnica.
Se refiere a todas aquellas herramientas tecnológicas que permiten una mayor facilidad de acceso a los contenidos fotográficos: Geolocalización, uso de tags, uso de URLs amigables con Google, API pública, plugins para OpenOffice y Mozilla Firefox…  

### Accesibilidad legal.
Por accesibilidad legal se refiere a la clarificación de la situación legal de licencias de uso de todos los contenidos fotográficos. Con el objeto de garantizar la facilidad de acceso y uso de los contenidos gestionados, el Departamento de Cultura y Euskera ha hecho una apuesta decidida por la licencia Creative Commons BY-SA Atribución-CompartirIgual, la cual es compatible con Wikipedia y garantiza el reconocimiento de la autoría, permite una difusión mayor a dichos contenidos y garantiza que la obra derivada, si la hubiera, sea distribuida bajo la misma licencia.

## Herramientas
Los técnicos que han trabajado para el Departamento de Cultura y Euskera han implementado múltiples herramientas para facilitar a los usuarios el acceso a los contenidos fotográficos, se pueden citar las siguientes:

### Hiperlocalidad con los mapas B5M.
GureGipuzkoa dispone de tres capas de mapas. La geografía externa a Guipúzcoa usa la capa estándar de Google Maps. En cambio, el territorio geográfico guipuzcoano se puede visualizar con dicha capa, una capa de imágenes del año 1954 y la última capa de ortofotos del 2008. 
Dichos mapas los gestiona el equipo de la Infraestructura de Datos Espaciales de Guipúzcoa el cual depende del Departamento de Movilidad y Ordenación del Territorio y provee de una definición sobre la totalidad del territorio de Guipúzcoa que Google Maps no es capaz de proporcionar.

### API pública
Para permitir que terceras empresas o programadores puedan desarrollar aplicaciones que faciliten un cómodo acceso a los contenidos de GureGipuzkoa y que, dichos contenidos se puedan visualizar en otras webs, GureGipuzkoa provee de una API pública (Application Programming Interface). 
El primer uso práctico de la API pública de GureGipuzkoa ha permitido la creación de un plugin para el paquete ofimático libre OpenOffice y la creación de una extensión (enlace roto disponible en Internet Archive; véase el historial, la primera versión y la última). para el navegador Mozilla Firefox. Junto a ello, gracias a la API, GureGipuzkoa sirve la fotos que se visualizan en otros sitios web como GureZarautz.net.

### Plugin para OpenOffice y extensión para Firefox.
Con el objetivo de acercar los contenidos a los usuarios, se ha desarrollado un plugin para el paquete ofimático OpenOffice y una extensión (enlace roto disponible en Internet Archive; véase el historial, la primera versión y la última). para ser instalada en el navegador Mozilla Firefox. Ambas extensiones fueron desarrolladas por el mismo equipo de programadores que desarrolló las extensiones Euskalbar y Xuxen.
La extensión desarrollada para Firefox se instala como cualquier otra extensión, se descarga desde su repositorio oficial, se instala automáticamente y tras reiniciar el navegador ya es plenamente funcional. Para buscar una imagen, no hay más que escribir el término a buscar y aparecerá un listado de imágenes asociadas. Desde la extensión existe la posibilidad de hacer subidas de imágenes en grupo, opción no disponible en la versión web.
El plugin para OpenOffice en cambio, una vez instalado e iniciado, se abre como si de una ventana pop-up se tratara y permite insertar en el campo de búsqueda cualquier término relacionado con la imagen que necesitemos, todo ello sin tener que estar en la versión web de GureGipuzkoa.

### Herramienta Flickr--->GureGipuzkoa.
Previendo que haya usuarios de GureGipuzkoa que también sean usuarios de Flickr, GureGipuzkoa tiene implementada una herramienta que permite copiar imágenes desde las cuentas de usuario de Flickr a GureGipuzkoa. La operación inversa no es posible y esta herramienta solo está disponible para los usuarios registrados en GureGipuzkoa.

### Geolocalización automática de las imágenes.
Si una fotografía ha sido tomada con una cámara que disponga de GPS, los datos de geolocalización de la imagen son detectados por GureGipuzkoa y GureGipuzkoa geolocaliza automáticamente la foto en el mapa sin necesidad de una  acción posterior del usuario.

### Ordenación por álbumes y galerías, feeds RSS…
Para ayudar a ordenar el contenido alojado, los usuarios pueden ordenar y agrupar sus fotografías por medio de álbumes y galerías. Estas últimas incluso permiten la visualización de las fotografías como si de una presentación se tratara. Para poder hacer el seguimiento a la labor de los usuarios, cada cuenta de usuario dispone de feeds RSS.
El código desarrollado en el desarrollo de todas estas aplicaciones ha sido creado con el objetivo de ponerlo a disposición de la comunidad y pueda ser ampliado y mejorado. Para ello se ha apostado por un licenciamiento dual EUPL y New BSD. La licencia EUPL es compatible con la GPL y está impulsada desde la Comisión Europea para todo el ámbito de las administraciones públicas de la Unión Europea. La New BSD en cambio es una de las más liberales de toda la pléyade de licencias de software libre disponibles en la actualidad.

## Situación legal de los contenidos.
Las fotografías de GureGipuzkoa tienen tres orígenes principales. Por un lado las imágenes y/o colecciones de imágenes que gestiona la Diputación Foral de Guipúzcoa, las imágenes que gestionan distintas administraciones públicas tales como ayuntamientos, fundaciones etc, y por otro las fotografías que los usuarios particulares comparten en sus cuentas de usuario.
Las imágenes y colecciones gestionadas por la Diputación Foral de Guipúzcoa actualmente visibles en GureGipuzkoa están adheridas a la licencia Creative Commons Reconocimiento - Compartir con la excepción de la Colección Sigfrido Koch, la cual es Creative Commons Reconocimiento-Sin obras derivadas. Al variar las condiciones de adquisición de las colecciones adquiridas a lo largo del tiempo, la primera labor que se ha hecho antes de publicar una colección ha sido el clarificar las condiciones de uso de las mismas, esa es la razón de que la Colección Sigfrido Koch sea CC-BY-ND: En el contrato de adquisición de la Colección no se incluía el derecho de modificación. 
La licencia Creative Commons BY-SA antes citada, lleva implícita la etiqueta Approved for Free Cultural Works, Permitido para Trabajos Culturales Libres. Siendo todos los contenidos adheridos a la misma compatibles con la licencia de Wikimedia Commons y susceptibles de ser utilizados para ampliar información en artículos como este.
En total se dispone de ocho licencias donde elegir a la hora de licenciar una fotografía: Las seis que permite Creative Commons más la licencia Copyright Todos los Derechos Reservados y la Sin Restricciones Conocidas de Derechos de Autor.
El Departamento de Cultura y Euskara recomienda a los usuarios de GureGipuzkoa subir sus fotos con la licencia Creative Commons Atribución-Compartir Igual. Dicha licencia es compatible con Wikipedia, lo cual permite ampliar el uso de las fotografías y garantiza los derechos del autor de la fotografía.

## Aspecto social.
Las temáticas de los contenidos fotográficos gestionados por el Departamento de Cultura son de lo más dispar. Ello hace que en numerosas ocasiones los técnicos del Departamento desconozcan las personas que pueden aparecer en una foto, el contexto de las mismas, la localización del lugar en el que se tomaron… Es por ello que GureGipuzkoa tiene implementada la opción de hacer comentarios en la fichas de las fotografías. De este modo, se aglutina la catalogación amateur que pueden hacer los usuarios con la catalogación profesional que durante años han hecho tanto en el Archivo General de Guipúzcoa como en el Departamento en su conjunto.
El modelo seguido es el mismo que la Library of Congress de Estados Unidos implantó en su cuenta en Flickr en enero del 2008: Intentar completar la información y catalogación profesional realizada por los técnicos de las administraciones públicas con la catalogación desinteresada, y en ocasiones apasionante, de los usuarios.
Otro de los aspectos que más dudas crea al equipo que gestiona GureGipuzkoa es qué se puede subir y qué no. La dirección que los gestores quieren dar a GureGipuzkoa es la de no competir con Flickr. En ese sentido se impulsa que los materiales aportados contribuyan a la misión de crear una memoria visual compartida de Guipúzcoa, un retrato de su historia, geografía, cultura y gente. Por ejemplo, GureGipuzkoa no es el lugar apropiado para guardar las imágenes de las vacaciones de los ciudadanos de Guipúzcoa en Venezuela. Para ello ya existen en el mercado soluciones más adecuadas. 
El equipo de GureGipuzkoa se reserva el  derecho de no publicar imágenes no apropiadas: GureGipuzkoa dispone de un filtro donde todas las imágenes que suben y los comentarios que hacen los usuarios son comprobados por los administradores de GureGipuzkoa antes de ser públicos a todo el mundo.

## Situación actual y futura.
El desarrollo tecnológico de GureGipuzkoa se encuentra bajo beta eterno, lo que significa que está en un continuo proceso de mejora de todos sus parámetros para que la experiencia de usuario sea lo más agradable posible. 
- Nuevos contenidos.

En cuanto a nuevos contenidos y colecciones que se van a añadir de usuarios institucionales, el pasado mes de julio se llegó a un acuerdo con la Sociedad de Ciencias Aranzadi y con la Kutxa para que puedan utilizar GureGipuzkoa como escaparate desde donde mostrar sus  contenidos. Si en un principio Aranzadi cedió la colección Elósegui bajo licencia CC-BY-SA, compuesta por 18.000 fotografías, Kutxa va a publicar gradualmente a través de GureGipuzkoa su fototeca compuesta por más de 1.300.000 fotografías. 
- Flickr.The Commons.

El equipo que gestiona GureGipuzkoa ha subido fotografías a Flickr, Panoramio, Argazkiak.org y Nirudia como parte de su trabajo de mejora de la visibilidad de sus contenidos. A su vez, a pesar de que esperaban dar el salto a Flickr.The Commons en 2010, debido a la situación de Flickr.The Commons, están a la espera de poder unirse a dicha iniciativa.